# نادي فايكنج روان
نادي فايكنج روان هو نادي للسباحة وكرة الماء الفرنسية يقع في روان. تأسس النادي في عام 1935.